# Федерация польских союзов защитников Отчизны

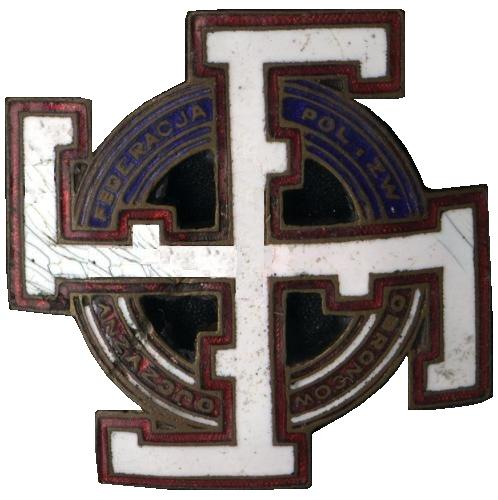
Эмблема Федерации польских союзов защитников Отчизны

Федерация польских союзов защитников Отчизны (пол. Federacja Polskich Związków Obrońców Ojczyzny) — польская общественная организация, объединяющая различные польские организации ветеранов войн. 

## История
Организация была основана в 1927 году по инициативе генерала Романа Гурецкого. На начало сентября 1939 года объединяла 37 ветеранских организаций, насчитывавших около 300 тысяч ветеранов Первой мировой войны, а также войн, в результате которых была сформирована территория Польской Республики. Федерация польских союзов защитников Отчизны входила в состав международной ветеранской организации «Fédération interalliée des Anciens combattants» (FIDAC).
Главной целью организации является военное обучение членов и патриотическое воспитание молодёжи в сотрудничестве с военными организациями Вооружённых сил Польши.
Эмблема организации была утверждена в 1929 году указом коменданта Романа Гурецкого № 24 (пункт 285) и представляет собой свастику на фоне круга с названием организации.
До начала осени 1939 года (когда началась Вторая мировая война и организация ушла в подполье) организация выпускала два раза в месяц издание «Naród i Wojsko» (Нация и Армия) и ежегодник «Rocznik Federacji Polskich Związków Obrońców Ojczyznу» (Ежегодник Федерации польских союзов защитников Отчизны).
Во время Второй мировой войны и с 1947 года во время Польской Народной Республики деятельность организации осуществлялась в подпольных условиях. В 1990 году организация возобновила свою публичную деятельность.
В настоящее время штаб-квартира Федерации польских союзов защитников Отчизны находится в Кракове в доме имени Юзефа Пилсудского на улице 3 мая, дом 7.

## Коменданты
- генерал Роман Гурецкий (1927—1946);
- Станислав Корчинский (1946—1974);
- генерал Эдмунд Мечислав Ястшембец-Стружановский (1974—1993);
- полковник Бронислав Любенецкий (1994—1996);
- полковник Ян Кучмерчик (1996—2006);
- капитан Кристиан Ваксмундзский (с 2008 года — по настоящее время).